# Hvidovre Attack FC
Hvidovre Attack FC er en dansk floorballklub fra Hvidovre, hvis eliteherrer spiller i den bedste danske række, Unihoc Floorball Ligaen.
Klubben blev stiftet i 1996 og de største resultater er sølvmedaljerne i 2004 og 2005 på herresiden. Klubben har tilmeldt hold i både ungdom og senior på herresiden såvel som damesiden.